# Устав Републике Српске Крајине
Устав Републике Српске Крајине је највиши општи правни акт у систему општих правних аката Републике Српске Крајине. Истовремено је донесен на сједници Скупштине Српске Аутономне Области Крајина, сједници Велике Народне Скупштине Српске Области Славонија, Барања и Западни Срем и сједници Скупштине Српске Аутономне Области Западна Славонија 19. децембра 1991. године.
Уставом је Република Српска Крајина проглашена за националну државу српског народа и свих грађана који у њој живе. За главни град Републике Српске Крајине проглашен је Книн, а за химну „Боже правде“. Службени језик је српски језик, а писмо ћирилица, док је употреба латинице одређена законом. За првог председника је изабран Милан Бабић (19. децембар 1991 — 26. фебруар 1992).
У члану 45. дефинисано је држављанство Републике Српске Крајине, односно начин стицања и губљења статуса држављанина РСК.